# Manzana (canción)
«Manzana» es la primera pista y segundo sencillo del disco Manzana, que lanzaron Los Prisioneros en 2004 con su nueva formación: Jorge González, Gonzalo Yáñez, Miguel Tapia y Sergio Badilla.

## Letra
La letra de la canción es un tanto difusa, repitiendo varias veces la frase «tengo una esposa joven / no quiere dormir», y haciendo alusión a la gente que engorda con los años, lo que se deduce de que Jorge González y Miguel Tapia (de 40 y 41 años, respectivamente) estaban entonces pasando por esa etapa.

Voy a comer manzanas y hacer gimnasia en serio otra vez,

voy a cuidar mi cuerpo, voy a poner el mundo al revés [...].
Los kilos que me sobran con abdominales se van a ir,
las pesas y la bicicleta; de todo me voy a servir.
Ya vieron cómo está Harrison Ford;
ya vieron cómo está Robert De Niro;
ya vieron cómo está el pelmazo de Sting;

y muy pronto me verán a mí.
Los Prisioneros, «Manzana»

## Vídeo
El videoclip muestra a un grupo de astronautas (González, Tapia, Badilla y Yáñez) que son enviados a un planeta desconocido en busca de manzanas; al llegar al planeta se encuentran con que se han encogido de tamaño y son capturados por una niña (la cantante infantil Christell) que los adopta como juguetes. Al final los astronautas logran escapar, pero el combustible de su cohete se ha agotado.